# Кипарски Јермени
Јермени на Кипру или јерменски Кипрани (јерм. Կիպրահայեր, грч. Αρμένιοι της Κύπρου, тур. Kıbrıs Ermenileri) су етнички Јермени који живе на Кипру. Они су призната мањина са својим језиком, школама и црквама. Упркос релативно малом броју Јермена који живе на Кипру, јерменска кипарска заједница је имала значајан утицај на јерменску дијаспору и [[Јермени|јерменски народ. Током средњег века Кипар је имао широку везу са јерменским краљевством Киликија, док је манастир Ганчвор имао значајну улогу у Фамагусти. Током османске ере, црква Девице Марије и манастир Магараванк су били веома истакнути. Одређени кипарски Јермени били су или су веома истакнути на панјерменском или међународном нивоу и чињеница да су скоро пола века, преживели из геноцида над Јерменима сарађивали и мирно коегзистирали са турским Кипранима, је можда јединствена феномен широм јерменске дијаспоре. Емиграција великог броја кипарских Јермена у Уједињено Краљевство је практично обликовала данашњу британско-јерменску заједницу.
Тренутно, на Кипру постоји значајно присуство од око 3.500 Јермена (укључујући око 1.000 Јермена који нису кипарски), углавном у центру Никозије, али и у заједницама у Ларнаки, Лимасолу и Пафосу. Јерменска прелатура Кипра налази се у Никозији. Према Уставу Кипра из 1960. године, заједно са Маронитима и Латинима, они су признати као „верска група“, а одлучили су да припадају заједници грчких Кипрана, а представља их изабрани представник у Дому Представника. Од маја 2006. године, представник је Варткес Махдесијан. Верски вођа заједнице, од марта 2017, је католички викарни надбискуп Хорен Дограмађијан, одговоран католикосу Велике куће Киликије.

## Историја

### Византијска ера (578–1191)
Јермени су присутни на Кипру од 6. века. Према Теофилакту Симокати, византијском писцу из раног 7. века, византијски генерал Маврикије Кападокијанац заробио је 10.090 Јермена током своје кампање против персијског краља Хозроја l; око 3.350 ових затвореника је депортовано на Кипар. Више Јермена је стигло током владавине цара Ираклија l пореклом из Јерменије, из политичких разлога, а такође и током понтификата католикоса Ована lll Одзнеција из комерцијалних разлога. Даље, након завршетка арапских напада на Кипар, још их је стигло уз патриција Никету Халкутцу из војних разлога, када су јерменски плаћеници пребачени на Кипар да га заштите. У средњем византијском периоду, јерменски генерали и гувернери су служили на Кипру, попут Алексија Муселеа или Мусера који су предузели изградњу базилике Светог Лазара у Ларнаки. Изгледа да је црква Светог Лазара била јерменска апостолска црква у 10. веку и да су је користили јермени-католици и током латинске ере. Бројним Јерменима је био потребан аналогни духовни пасторат, па је 973. године католикос Хачиг I основао јерменску епископију у Никозији. Односи између Кипра и Јермена постали су ближи када је успостављена Киликијска краљевина. Између 1136–1138, византијски цар Јован II Комнин преселио је целокупно становништво јерменског града Тел Хамдуна на Кипар. После венчања Исака Комнина са ћерком јерменског принца Тороса II 1185. године, са њим су на Кипар дошли јерменски племићи и ратници, од којих су многи бранили острво од Ричарда Лављег Срца, када се искрцао у Лимасолу.

### Латинско доба (1191–1570)
Након куповине Кипра од стране титуларног франачког краља Јерусалима Гија де Лузињана 1192. године, у свом покушају да успостави феудално краљевство западног типа, послао је емисаре у Европу, Киликију и Левант, што је резултирало масовном имиграцијом Јермена и других народа. Због њихове близине, њихових трговачких веза и низа краљевских и племићких бракова, краљевина Кипар и краљевина Киликија постале су нераскидиво повезане. У наредним вековима, хиљаде киликијских Јермена су потражиле уточиште на Кипру бежећи од муслиманских напада као што је био пад Антиохије. Кипар је сада постао најисточнији бедем хришћанства; 1441. власти Фамагусте позвале су Јермене из Киликије да се ту населе. Сисов пад у априлу 1375. окончао је јерменско краљевство Киликију; њен последњи краљ, Левон V, добио је безбедан пролаз на Кипар. Иако су египатски Мамелуци заузели Киликију, нису могли да је одрже; Турска племена су на крају стигла до региона и тамо се успоставила, што је довело до освајања Киликије од стране Тамерлана. Као резултат тога, 30.000 Јермена је напустило Киликију 1403. године и настанило се на Кипру, којим је до 1489. године и даље владала династија Лузињан. Током франачке и венецијанске ере постојале су јерменске цркве у Никозији, Фамагусти, Спатарику. Јермени су били међу седам најважнијих верских група на Кипру, поседовали су продавнице у лукама Фамагуста, Лимасол и Пафос, као и у главном граду Никозији, контролишући тако велики сегмент трговине. Поред тога, јерменски је био један од једанаест званичних језика Краљевине Кипар. Према хроничарима Леонтиосу Махерасу, Георгиосу Бустронијосу и Флорију Бустрону, Јермени из Никозије су имали своју прелатуру и некада су живели у својој четврти, званој Јерменија или Armenoyitonia. У Фамагусти је крајем 12. века основана епископија и Јермени су живели око сиријске четврти.
Током средњег века, Јермени на Кипру су се активно бавили трговином, док су неки од њих формирали војне гарнизоне у Керинеји и другим местима. Један број Јермена бранио је Франачко краљевство Кипар од Ђеновљана код Ксероса, од Сарацена у селу Стили и од Мамелука у Лимасолу и Хирокитији. До 1425. године, чувени Магараванк – првобитно коптски манастир Светог Макарија у близини Халевге, дошао је у јерменски посед, као и нешто пре 1504. бенедиктински/картузијански манастир Нотр Дам де Тир у Никозији. Током латинске ере, постојао је и мали број јерменских католика у Никозији, Фамагусти и опатији Белапаис. Просперитет становника Кипра зауставила је оштра и корумпирана венецијанска администрација и неправедни порези које су наметнули. Њихова тиранска владавина, у комбинацији са неповољним условима, изазвала је приметан пад становништва острва.

### Османско доба (1570–1878)
Током отоманског освајања острва, регрутовано је око 40.000 османско-јерменских занатлија. Многи од османских Јермена који су преживели освајање населили су се углавном у Никозији, повећавајући јерменско становништво, док је јерменска прелатура Кипра призната као етнархија, кроз милет институцију. Међутим, епископија у Фамагусти је укинута, пошто је хришћанско становништво убијено или протерано, а цео град ограђен зидинама постао је забрањен за немуслимане. Као награду за заслуге током освајања, Јермени Никозије су добили право да чувају капију Пафоса. Међутим, ова привилегија је коришћена само на кратко. Ферманом им је враћена црква Нотр Дам де Тир, коју су Османлије претвориле у продавницу соли. Поред тога, манастир Магараванк је стекао наклоност Османлија и постао је важна успутна станица за јерменске и друге ходочаснике на путу ка Светој земљи, као и место одмора за путнике и друге свештенике из Киликије и Јерусалима. За разлику од Латина и Маронита, Јермени – будући да су оријентални православци, а не католици – нису били прогањани због своје вере од стране Османлија. Иако је око 20.000 Јермена живело на Кипру током првих година отоманске ере, до 1630. године остало је само 2.000 Јермена, од укупно 56.530 становника.
У безистану Никозије је било много јерменских трговаца, а крајем 18. века/почетком 19. века водећи грађанин Никозије био је јерменски трговац по имену Саркис. Јермени су се бавили уносним занимањима и почетком 17. века персијски Јермени су се населили на Кипру као трговци свилом, као и неки имућни османски Јермени у 18. и 19. веку. Међутим, са новим поретком ствари, број Јермена и других хришћана је драматично опао због тешког опорезивања и суровости отоманске администрације, приморавајући многе хришћане да постану криптохришћани, што објашњава зашто су некадашња јерменска села била насељена од стране кипарских Турака крајем 19. века. Неколико кипарских Јермена постали су католици кроз брачне везе са богатим римокатоличким породицама.
Постепено, након крвавих догађаја 1821. године, када су Османлије су уништиле јерменске и грчке палате, забраниле Грцима, Францима, Јерменима и Маронитима ношење оружја и извршили вешање или масакрирање 470 угледника, међу њима и јерменског пароха Никозије, дер Бедроса, примећена су нека побољшања током периода Танзимата. У духу Хатишерифа, јерменски епископ, грчки надбискуп и маронитски суфрагански бискуп учествовали су у Административном савету, који је формиран 1840. године. После 1850. неки Јермени су били запослени у државној служби, док је 1860. године Нотре Дам де Тир постала једна од првих цркава на Кипру која је имала звоник. Осим тога, отварање Суецког канала 1869. године користило је јерменским и другим трговцима на острву, док је 1870. године у Никозији новопридошли архимандрит Вартан Мамигонијан основао прву јерменску школу. Штавише, као резултат Хатишерифа 1856. године, званично је призната административна аутономија јерменске прелатуре Кипра. На основу различитих процена, јерменско-кипарска заједница у 19. веку бројала је између 150–250 лица, од којих је већина живела у Никозији, а мањи број у Фамагусти, Ларнаки, северно и јужно од престонице и, наравно, око манастира Магараванк.

### Британско доба (1878–1960)
Доласком Британаца у јулу 1878. и њиховом напредном администрацијом, мала јерменска заједница на острву је посебно ојачана. Познати по својим лингвистичким вештинама, неколико Јермена је ангажовано на Кипру да раде као преводиоци и јавни службеници у конзулатима и британској администрацији. Број Јермена на Кипру значајно се повећао након масовних депортација, масакра и геноцида који су починили Османлије и Младотурци. Кипар је удомио преко 10.000 избеглица из Киликије, Смирне и Константинопоља, који су стигли у Ларнаку и све њене друге луке, њих око 1.500 одабрало је острво за свој нови дом. Вредни, култивисани и напредни, унели су нови живот у стару заједницу и етаблирали се као људи од уметности, књижевности и науке, предузетници и трговци, занатлије и фотографи, као и професионалци који су на острво увели нове занате, јела и слаткише, чиме су допринели социоекономском и културном развоју Кипра. Дошљаци су основали удружења, хорове, спортске групе, извиђачке групе, музичке групе, цркве, школе и гробља широм Кипра. Јермени су били први бравари, механичари, произвођачи столица, чешљева и печата, тапетари, часовничари и цинкогравери на Кипру. Они су први увели биоскоп, значајно су унапредили обућарски занат и управо су Јермени први увели јерменску бастурму, баклаву, сушене кајсије, гасосу, гирос, алву, коцке леда, и друге специјалитете у кипарску кухињу. Јермени су такође увели две технике везених рукотворина: рад Аинтаб и рад Мараш.
Кипарски Јермени, који се по природи придржавају закона, увек су имали високу цену у британској администрацији и многи су постали савесни државни службеници и дисциплиновани полицајци или су били запослени у Кипарској владиној железници и у компанији Cable and Wireless. Током 1920-1950-их, многи су радили у рудницима азбеста и бакра. Неки кипарски Јермени учествовали су у грчко-турском рату 1897. године, два светска рата и борби ЕОКА. Такође, Источна легија је формирана и обучавана између децембра 1916. и маја 1918. у селу Монарга, близу Богазија, која се састојала од преко 4.000 јерменских добровољаца из дијаспоре који су се борили против Отоманског царства. Неке јерменске избеглице стигле су из Палестине и Египта. Јерменска кипарска заједница је напредовала током британске ере оснивањем удружења. По много чему јединствена у читавој јерменској дијаспори, саграђена је школа у непосредној близини Никозије између 1924–1926, након великодушне донације египатско-јерменске браће која су се бавила трговином дуваном Крикора и Гарабеда Мелконијана, у почетку да би се склонило и образовало 500 сирочади геноцида. Од сиротишта (1926–1940), постепено је постала светски позната средња школа са интернатом.

### Доба независности (1960–данас)
Крај борбе ЕОКА открио је да су кипарски Јермени успоставили јаке везе са остатком Кипрана. Независност 1960. донела је нову еру за Јермене на Кипру, који су – заједно са маронитима и римокатолицима – били признати као „верска група“ кипарским уставом и сада их је представљао изабрани представник. Величина заједнице је, међутим, смањена због емиграције око 900 кипарских Јермена у Уједињено Краљевство, због ванредне ситуације изазване борбом ЕОКА и лошег стања локалне економије. Други фактор који је допринео смањењу величине заједнице била је емиграција око 600 кипарских Јермена у Совјетску Јерменију, као део пан-јерменског покрета за репатријацију.
Током кипарске кризе 1963-1964, јерменска кипарска заједница претрпела је велике губитке, пошто је јерменска четврт Никозије пала у област под контролом кипарских Турака: заузете су зграда прелатуре, средњовековна црква Нотр Дам де Тир, Меликијан-Оузоунијан школа, Споменик геноциду, клупске куће Јерменског клуба, Јерменске опште добротворне уније, као и Јерменске евангелистичке цркве; такође је преузета средњовековна црква Ганчвор у Фамагусти. Укупно је 231 јерменских кипарских породица постало жртве и/или су изгубиле своје продавнице и предузећа. Као резултат тога, стотине кипарских Јермена отишло је у Велику Британију, Канаду, Аустралију и Сједињене Државе. После турске инвазије на Кипар, јерменско-кипарска заједница је претрпела додатне губитке, неколико породица су постале избеглице, чувени манастир Магараванк у Пентадактилосу заузеле су турске трупе, Мелконијански дечји дом је бомбардовало турско ваздухопловство, док је јерменско гробље Ајос Дометиос погођено мерзером и припало тампон зони. Као резултат тога, десетине кипарских Јермена су емигрирале, углавном у Велику Британију. Укупно је око 1.300 кипарских Јермена напустило Кипар 1960-их и 1970-их, поред оних који су емигрирали у Совјетску Јерменију.
Уз непрекидну подршку владе, мала, али марљива јерменска заједница на Кипру постепено је успела да се опорави од својих губитака и наставила да напредује у преосталим урбаним областима, доприносећи културном и социо-економском развоју. Дана 24. априла 1975, Кипар је постао прва европска земља која је Резолуцијом 36/1975 признала геноцид над Јерменима; уследиле су још две резолуције, Резолуција 74/1982 и Резолуција 103/1990, у којој је потоња прогласила 24. април националним даном сећања на геноцид над Јерменима на Кипру. Током протеклих деценија, динамика заједнице кипарских Јермена променила се са повећаним бројем бракова са кипарским Грцима и другим не-Јерменима, и доласком последњих 30–35 година хиљада јерменских политичких и економских имиграната због грађанског рата у Либану, побуне у Сирији, исламске револуције у Ирану и иранско-ирачког рата, као и након земљотреса у Спитаку и распада Совјетског Савеза; неки од њих су се трајно настанили на Кипру. Према Европској повељи о регионалним или мањинским језицима Савета Европе, јерменски језик – матерњи језик велике већине кипарских Јермена – признат је као мањински језик на Кипру 1. децембра 2002. Данас се процењује да Јермена који живе на Кипру има око 3.500. На Кипру је такође мали број Јермена који долазе из Етиопије, Грчке, Кувајта, Турске и Уједињеног Краљевства.

## Демографија
Нема тачних података о броју Јермена који су живели на Кипру током византијске ере. Иако је током раног Краљевства Кипра на Кипру живело десетине хиљада Јермена (углавном у Никозији и Фамагусти – где их је у потоњој 1360. било око 1.500), до касне франачке ере и свакако током венецијанске ере, број Јермена на Кипру се смањио – из више разлога: то је било због тиранске владавине венецијанске администрације, у комбинацији са неповољним природним условима (који су погодили све Кипране), као и хеленизацијом различитих мањина на острву. У ствари, истраживање становништва и имовине Никозије из 1572. након османског освајања, под беглербегом Синан-пашом, забележило је 90–95 локалних Јермена у Никозији, од око 1.100 становника – сви са потпуно хеленизованим именима.
Чини се да је током првих година отоманске ере (1570–1878), око 20.000 од 40.000 регрутованих османских Јермена остало на Кипру. Њихов број је, међутим, брзо опадао, због грубости и угњетавања режима, тешког опорезивања и природних катастрофа: према латинском епископу Пафоса, Пјетру Веспи, 1630. године на Кипру је било само 2.000 Јермена (од укупно 56.350 становника – углавном у руралним областима), пошто је велики број емигрирао, а многи други су прихватили ислам или су постали криптохришћани. Фрањевачки мисионар Ђовани Батиста да Тоди забележио је 1647. године у Никозији само 200 Јермена, док је 1660. забележио преко 300 Јермена на острву. Кардинал Бернардино Спада, представник Пропаганда Фиде, такође је поменуо 200 Јермена у Никозији 1648. године од 3.000 становника, наводећи и да је њихова црква највећа у престоници, са 3 свештеника. Све до средине 18. века, упркос ограниченом доласку османских и персијских Јермена, њихов број је био прилично мали. Руски монах Василије Барски, који је посетио острво 1727. и 1735. године, помиње „неке Јермене“ који живе у Никозији. Посећујући Кипар 1738. године, британски путник Ричард Пококе помиње „врло мало Јермена, а ипак поседују древну цркву у Никозији“, док за острво у целини помиње „мали број Јермена, који су веома сиромашни, иако имају архиепископа и манастир у земљи“. Међутим, у време када је италијански опат Ђовани Марити посетио Кипар 1760. и 1767. године, они су очигледно постали „најбогатији део становника (Никозије)“, због чега су мислили да „има много Јермена (на острву)“. До средине 19. века, након различитих таласа хеленизације (мирне асимилације) и туркификације (присилне конверзије), број кипарских Јермена кретао се између 150–200.
Када је Шкот Џон Мекдоналд Кинер посетио Кипар 1814. године, проценио је да у Никозији има око 40 јерменских породица (око 200 особа) – од укупно 2.000 породица (око 10.000 особа), као и британски конзул Нивен Кер и грчки вицеконзул Деметриос Маргаритес 1844. односно 1847. године. Први велики османски попис 1831. године, под надзором Мухасила (гувернера) Халил ефендије, избројао је 114 мушкараца немуслимана у јерменској четврти Никозије и 13 у Јерменском манастиру (са укупним мушким становништвом од 45.365). Дакле, број Јермена на Кипру би био око 200 (од укупно око 88.500). У посети Кипру 1835. године, амерички мисионар влч. Лоренцо Воринер Пис пише „број Јермена (у Никозији) је између 30 и 40 породица“. Године 1841. на острву је живело око 200 Јермена (од укупно 108.600), од којих је око 150-160 живело у Никозији (са популацијом од 12.000) – према подацима о становништву Мухасила Талат ефендије и списима француских историчара и путника Луја Лакроа и грофа Луј де Мас Латрија. Латински генерални викар Паоло Брунони је такође поменуо 200 Јермена у Никозији 1848. године, као и неке друге на Магараванку. Белгијски путник Едмонд Паридант-ван дер Камен је 1874. године проценио 190 Јермена у Никозији (од укупно 13.530). Иако непоуздан за јерменско становништво Никозије (помиње само 20 породица 1875. године), истраживач Филип Георгију је забележио 6-8 јерменских породица око Магараванка и 5 јерменских породица у Ларнаки. Године 1877. новопридошли свештеник Ховханес Шахинијан забележио је 152 Јермена који живе на Кипру, док је први савремени попис становништва Никозије, који је 1879. извршио окружни комесар, генерал-мајор сер Роберт Бидулф, избројао 166 Јермена – од укупно 11.197. становника.
Британски колонијални пописи који су обављени између 1881. и 1956. године пружају нам прилично тачне податке о јерменском становништву Кипра. Следећи бројеви су комбиновани бројеви оних који су забележени као Јермени (по вероисповести) и оних који су забележени као они који говоре јерменски: 1881. године на Кипру је био 201 Јермен (од којих је 174 припадало „јерменској цркви“), који се повећао на 291 у 1891. (од којих су 269 били „грегоријанци“ и 11 „јерменски католици“) и до 553 у 1901. (од којих су 491 били „грегоријанци“ и 26 „Јермени католици“); бројчано повећање је последица прилива јерменских избеглица од хамидијских масакра. Године 1911. на Кипру је било 611 Јермена (од тога 549 „грегоријанаца“ и 9 „јерменских католика“), док је 1921. њихов број порастао на 1.573 (од којих је 1.197 припадало „јерменској цркви“) и на 3.617 (1931. од којих су 3.377 били „јерменски грегоријанци“), као резултат огромног таласа избеглица од јерменског геноцида.
Године 1935. јерменска прелатура је забележила 3.819 Јермена на Кипру: 102 су били „домаћи Кипрани“ (углавном у Никозији), 399 је боравило у Мелконијанском образовном институту, док су 3.318 били „избеглице“, односно преживели геноцид и њихови потомци; од тога, 2.139 је живело у Никозији, 678 у Ларнаки, 205 у Лимасолу, 105 у Фамагусти, 58 у Амиандосу, 25 у Лефки, 20 у Кало Хорију (Лефка), 18 у Пано Лефкари, 17 у околини Магараванка, 5 у Керинеји, 4 у Пафосу и 44 у разним селима. Године 1946. на Кипру је било 3.962 Јермена (од којих су 3.686 били „јерменски грегоријанци“), док их је 1956. било 4.549.
Последњи тачан попис становништва Кипра с обзиром на његову етничку структуру обављен је 1960. године; забележио је 3.628 Јермена на Кипру (од којих су 3.378 били „јерменски грегоријанци“). Јерменска прелатура је 1978. и 1987. забележила јерменско становништво Кипра, које је износило 1.787 односно 2.742 (међутим, без додатних информација о њиховој географској дистрибуцији).
Од тада се њихов број повећао; тренутно на Кипру живи око 3.500 Јермена: 65% живи у главном граду Никозији, 20% у Ларнаки, 10% у Лимасолу и 5% у Пафосу и неким селима. Преко 95% јерменског становништва Кипра говори јерменски и јерменски су православци; неких 5% припада Јерменској евангелистичкој цркви, Јерменској католичкој цркви, Латинској цркви, Грчкој православној цркви, англиканској цркви браће у Плимуту, цркви адвентиста седмог дана или су Јеховини сведоци. Око 1.000 од 3.500 Јермена који живе на Кипру потичу из Јерменије, Либана, Сирије, Русије, Грузије, Персије, Грчке, Ирака, Етиопије, Турске и Кувајта. Већина првог таласа Јермена из Јерменије који је стигао на Кипар од 1988. па надаље били су у ствари кипарски Јермени и њихови потомци који су емигрирали у Јерменију између 1962–1964, као део права на повратак (ներգամթ – покрета за репатријацију).
Према доступним информацијама, око 1.000 избеглица из Хамидијских масакра (1894–1896) углавном је пореклом из Дијарбакира, Газијантепа и Килиса; остало их је само око 100. Следећи талас јерменских избеглица, њих око 2.000 су побегли од масакра у Адани 1909. године, од којих се већина вратила у домове својих предака у Адани исте године. Међутим, највећи талас јерменских избеглица – од којих су неки дошли раније и вратили се – било је скоро 9.000 који су избегли масовне депортације, ужасне масакре и геноцид који су починили Османлије и Младотурци; њих око 1.300 одлучило је да остане, док су остали одлучили да се населе у другим земљама.

## Политика
Кипарски Јермени су политички организовани од касног 19. века.

### Локална администрација
Што се тиче локалне администрације, учешће Јермена је ограничено. Традиционално, ту је именовани мухтар у никозијској четврти Караман Заде (јерменска четврт). До сада су постојала 4 мухтара: Мелик Меликијан (1927–1949), Касбар Делифер (1949–1956), Вахе Којумђијан (1956–2009) и Мго Којумђијан (2011–данас). Бедрос Амирајан је био именовани члан општинског комитета Фамагусте (1903–1905), др Антраник Л. Ашђијан је био именовани општински саветник, а касније и заменик градоначелника Никозије (1964–1970), док је Берге Кеворкијан служио као општински саветник Никозије (1970–1986).

### Кипарска политика
Са изузетком изабраних посланика, до сада је у Представничком дому био само један посланик кипарских Јермена, Мариос Гаројан. Изабран је за посланика округа Никозија 21. маја 2006. у Демократској странци, а у октобру 2006. постао је председник странке. Након избора Димитриса Христофијаса за председника Републике Кипар у фебруару 2008. године, Мариос Гаројан је 6. марта 2008. изабран за председника Представничког дома, што је друга највиша политичка позиција на Кипру. Поново је изабран за посланика округа Никозија 22. маја 2011. и био је председавајући Представничког дома до 2. јуна 2011.

### Јерменска политика
Упркос својој релативно малој величини, јерменска кипарска заједница је била активан учесник у панјерменској политици већ од касног 19. века. Све три главне странке јерменске дијаспоре су активне на Кипру, посебно Јерменска револуционарна федерација. Своје присуство на Кипру успоставила је још 1897. године и наставила је да буде присутна на острву и ван њега све до раних година 20. века. Међутим, након геноцида над Јерменима, присуство странке је постало минимално, осим појединачних чланова, присталица и/или симпатизера, све док није поново организована након Другог светског рата и званично поново успостављена 1947. године.
Јерменска револуционарна федерација је повезана са Јерменским омладинским удружењем у Никозији, Јерменским клубом у Ларнаки и Удружењем јерменских младића из Лимасола, као и са Јерменским националним комитетом Кипра, Јерменском омладинском федерацијом Кипар, Јерменским омладинским центром „Азадамард“, Јерменским хуманитарним друштвом Кипра и Јерменским образовним и културним удружењем Хамазкајин, сви са седиштем у Никозији.
Најмлађа јерменска политичка партија на Кипру је Социјал демократска хунчакијанска партија СДХП Хунчакијан, која је основана на острву 2005. године.
Јерменско-кипарска заједница је активно ангажована на панјерменским питањима, као што је организовање демонстрација и других облика протеста о питањима која се тичу свих Јермена. Осим промовисања свести и признавања геноцида над Јерменима, заједница кипарских Јермена је успешно лобирала у корист Републике Арцах. Током последње деценије, јерменско-кипарска заједница је била активно укључена у покрет за подизање свести о једностраном затварању Мелконијанског образовног института од стране Јерменског генералног добротворног савеза (2004–2005), јерменско-турским односима и изручењу Рамила Сафарова Азербејџану (2012), као и на манифестацијама сећања на новинара Хранта Динка, које се организују сваке године од његовог убиства 2007. године.
Коначно, последњих година заједница кипарских Јермена пружа финансијску и хуманитарну помоћ Јерменима у невољи широм света: пружала је помоћ Јерменима погођеним земљотресом у Јерменији, после земљотреса 1988. године, сирочади у Нагорно-Карабаху, Јерменима у Либану, Грчкој и Сирији, као и Јерменима у Јерменији и Нагорно-Карабаху, преко Свејерменског фонда „Хајастан“.

### Признање геноцида над Јерменима
Већина Кипрана је свесна велике несреће коју је јерменски народ претрпео током 1894–1923. и увек су били подршка и саосећали са Јерменима.
Кипар је био једна од првих земаља у признавању геноцида над Јерменима, када је 25. јануара 1965. министар иностраних послова Спирос Кипријану први пут покренуо ово питање у Генералној скупштини Уједињених нација, уз меморандум којим се позива на подршку Кипра у покретању овог питања на седници Уједињених нација.
Кипар је био прва европска држава (и друга у свету, после Уругваја) која је званично признала геноцид над Јерменима. 24. април је проглашен националним даном сећања на геноцид над Јерменима на Кипру.
Од 1965. године, када су званичници кипарске владе почели да учествују у годишњим сећањима на геноцид над Јерменима, кипарски политички лидери често су главни говорници на тим догађајима. Последњих година обично марш креће од центра Никозије и завршава код цркве Девице Марије у Строволосу, где се одржава комеморативни догађај испред споменика геноциду над Јерменима.

## Друштвени живот
Јерменска кипарска заједница традиционално је имала активан и структуриран друштвени живот. Организују се разни добротворни, културни, образовни и друштвени догађаји, као што су прикупљање средстава/базари, изложбе уметности/књига, плесне/позоришне представе, балови, ручкови, филмске пројекције, кампови/екскурзије на Кипру и иностранству, као и предавања и церемоније комеморације у вези са Јерменијом, Нагорно-Карабахом, јерменском дијаспором и геноцидом над Јерменима.

## Правни статус и заступање
Представници делују као везе између својих заједница и државе и они су par excellence компетентни да изнесу пред државу сва питања која се односе на њихову групу. Њихово учешће траје 5 година и има консултативни карактер, јер иако могу да изнесу своје ставове о питањима која се тичу њихове групе, немају право гласа. До сада је служило шест јерменских представника.
Од 1998. године изабрани представник је по службеној дужности члан Епархијског савета (Թեմական Ժողով) Јерменске етнархије (Ազգային Իշխանուշխանու).

## Избори
Први избори за јерменског члана Грчке комуналне коморе одржани су 5. августа 1960. Између 1965–1970, мандат јерменских, маронитских и латинских представника је продужаван посебним законима, све док није донесен Закон 58/1970, којим су они правилно укључени у Представнички дом.

## Религија
Као и већина заједница јерменске дијаспоре, јерменско-кипарска заједница је претежно Јерменска апостолска (око 95%). Неких 5% припада Јерменској евангелистичкој цркви, Јерменској католичкој цркви, Римокатоличкој цркви, Грчкој православној цркви, Англиканској цркви, Цркви браће из Плимута, Цркви адвентиста седмог дана или су Јеховини сведоци; од ових 5%, историјски најзначајније групе су били јерменски евангелисти, који су 1940-их и 1950-их чинили око 10% јерменско-кипарске заједнице, и јерменски католици, који су били на острву од времена крсташких ратова.

### Јерменска прелатура Кипра
Јерменску прелатуру Кипра основао је 973. католикос Хачиг I. Историјски гледано, прелатура је била под јурисдикцијом католикосата Велике куће Киликије, док је данас најстарија тема која потпада под њену надлежност. Од 2014. прелат, католички генерални викар, је надбискуп Нарег Алемезијан. Вековима се зграда прелатуре налазила у оквиру јерменског имања у улици Викторија у Никозији ограђеној зидинама; када су то подручје заузели екстремисти кипарских Турака 1963–1964, прелатура је била привремено премештена. Нова зграда прелатуре подигнута је 1983. године и отворена 4. марта 1984. године. На иницијативу надбискупа Варујана Хергелијана, 1998. године реновиран је подрум зграде и формирана сала где се одржавају бројне добротворне, комуналне и културне манифестације. Конзисторија прелатуре чува збирку црквених реликвија, од којих су неке раније биле у старој цркви Нотр Дам де Тир или Магараванку.

## Образовање
Јермени су увек придавали посебан нагласак образовању, које је – у спрези са Црквом – темељ за очување њиховог националног и културног наслеђа. Јерменске школе предају арменологију, која укључује јерменску историју и традиције, обезбеђујући овековечење јерменизма са генерације на генерацију.

## Споменици
Јерменско-кипарска заједница има неколико историјских споменика, укључујући споменик геноциду над Јерменима у Никозији и обелиск посвећен игуману Мехитару.

## Временска линија
- 578 АД: Прво документовано присуство Јермена на Кипру;
- 610–641: Нешто Јермена стиже за време владавине византијског цара Ираклија;
- 717–728: Нешто Јермена стижу за време понтификата католикоса Хованеса Одзнеција из комерцијалних разлога;
- 965: Више Јермена стиже након ослобођења Кипра од арапских напада патриција Никите Халкутца из војних разлога;
- 973: Католикос Хачиг I оснива јерменску прелатуру Кипра у Никозији;
- 1136–1138: Византијски цар Јован II Комнин сели целокупно становништво јерменског града Тел Хамдуна на Кипар;
- 1185: Византијски војвода Исак Комнин доводи са собом јерменске ратнике након венчања са ћерком принца Тороса II;
- 1267: Неколико Јермена бежи на Кипар након пада Јерусалима;
- 1291: Многи Јермени стижу на Кипар након пада Акре;
- 1309: Краљ Ошин прогнао је на Кипар велики број Јермена који су били против одлуке Латинофилског савета Сиса;
- 1322: 30.000 Јермена бежи на Кипар након напада Сарацена на Киликију;
- 1335. и 1346: Нови талас јерменских избеглица стиже на Кипар након напада Мамелука на Киликију;
- 1403. и 1421: Хиљаде Јермена стижу на Кипар након отоманског освајања Киликије;
- 1441: Неки Јермени из Киликије охрабрени су да се населе у Фамагусти;
- Мај 1571: Црква Нотр Дам де Тир званично је додељена Јерменима Никозије ферманом;
- Јул 1821: Међу 470 погубљења од стране Османлија је и јерменски свештеник Никозије, дер Бедрос;
- 1894–1896: Хамидијски масакри се одвијају у Османској Турској, што је резултирало са 300.000 мртвих. Око 1.000 Јермена налази уточиште на Кипру, од којих само око 100 остаје;
- 1909: У провинцији Адана догодио се масакр у Адани, који је резултирао са 30.000 смртних случајева. Око 2.000 Јермена бежи на Кипар; скоро сви се враћају у току године;
- 1915–1923: Османлије и Младотурци починили геноцид над Јерменима, узрокујући преко 1.500.000 смртних случајева. На Кипар стиже око 8.000 јерменских избеглица, од којих се око 1.300 стално настањује;
- 1916–1918: Јерменска легија је формирана и обучена у Монарги, близу Богазија, која се састојала од преко 4.000 Јермена из дијаспоре, који су се касније борили против Отоманског царства;
- 17. новембар 1953: Емитовање прве јерменске емисије на радију CyBC.
- 8. март 1957: Екстремни кипарски Турци су подметнули пожар цркве Ганчвор;
- 16. август 1960: Кипар добија независност; Јермени су Уставом признати као „верска група“;
- 13. новембар 1960: Кипарски Јермени се на референдуму опредељују за припадност заједници кипарских Грка;
- 15. јул 1961: Градоначелник Лимасола Костас Партасидес предаје златни кључ Јерменског гробља у Лимасолу Михрану Бастаџијану, председнику јерменског црквеног одбора Лимасола;
- 24. април 1975: Признање геноцида над Јерменима од стране Представничког дома;
- 10. децембар 1979: Одбор за побољшање Строволоса преименује улицу Киклопа у улицу Јерменија. Улични знак је званично постављен 15. јануара 1980. године;
- 19. април 1990: Представнички дом признаје 24. април као Дан националног сећања на геноцид над Јерменима;
- 24. април 1991: Званична презентација новог споменика геноциду над Јерменима, у дворишту цркве Девице Марије у Строволосу, Никозија;
- 1. децембар 2002: Јерменски је признат као језик мањине на Кипру;
- 24. новембар 2006: Јерменски председник Роберт Кочарјан полаже камен темељац за Меморијал геноцида над Јерменима у Ларнаки.

## Видео документарни филмови
- The Armenians in Cyprus (English)
- Οι Αρμένιοι στην Κύπρο (Greek)